# Pheidole metallescens
Pheidole metallescens är en myrart som beskrevs av Carlo Emery 1895. Pheidole metallescens ingår i släktet Pheidole och familjen myror.

## Underarter
Arten delas in i följande underarter:
- P. m. metallescens
- P. m. splendidula

## Bildgalleri

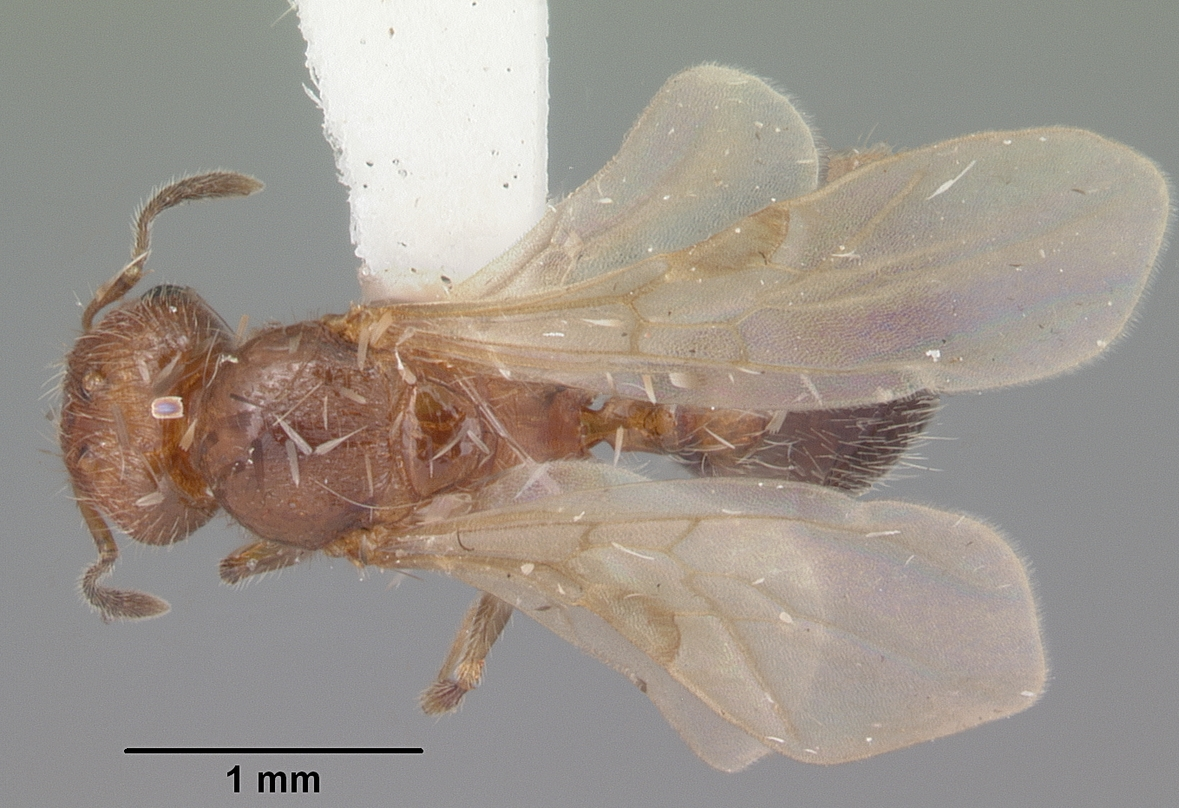
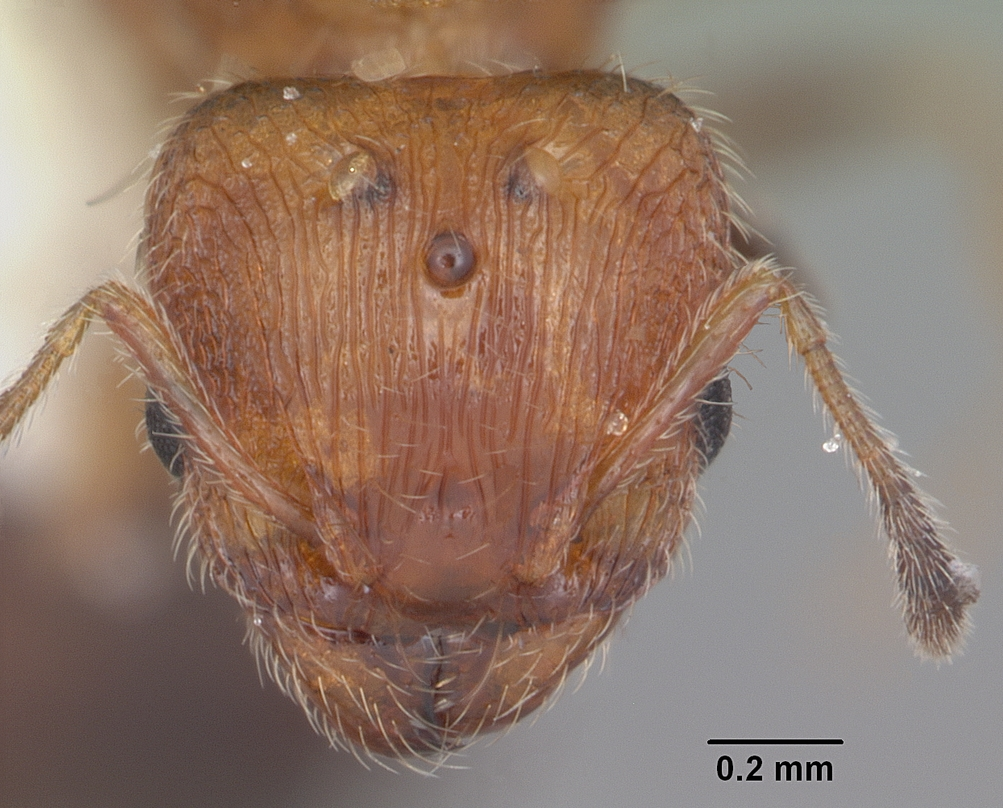
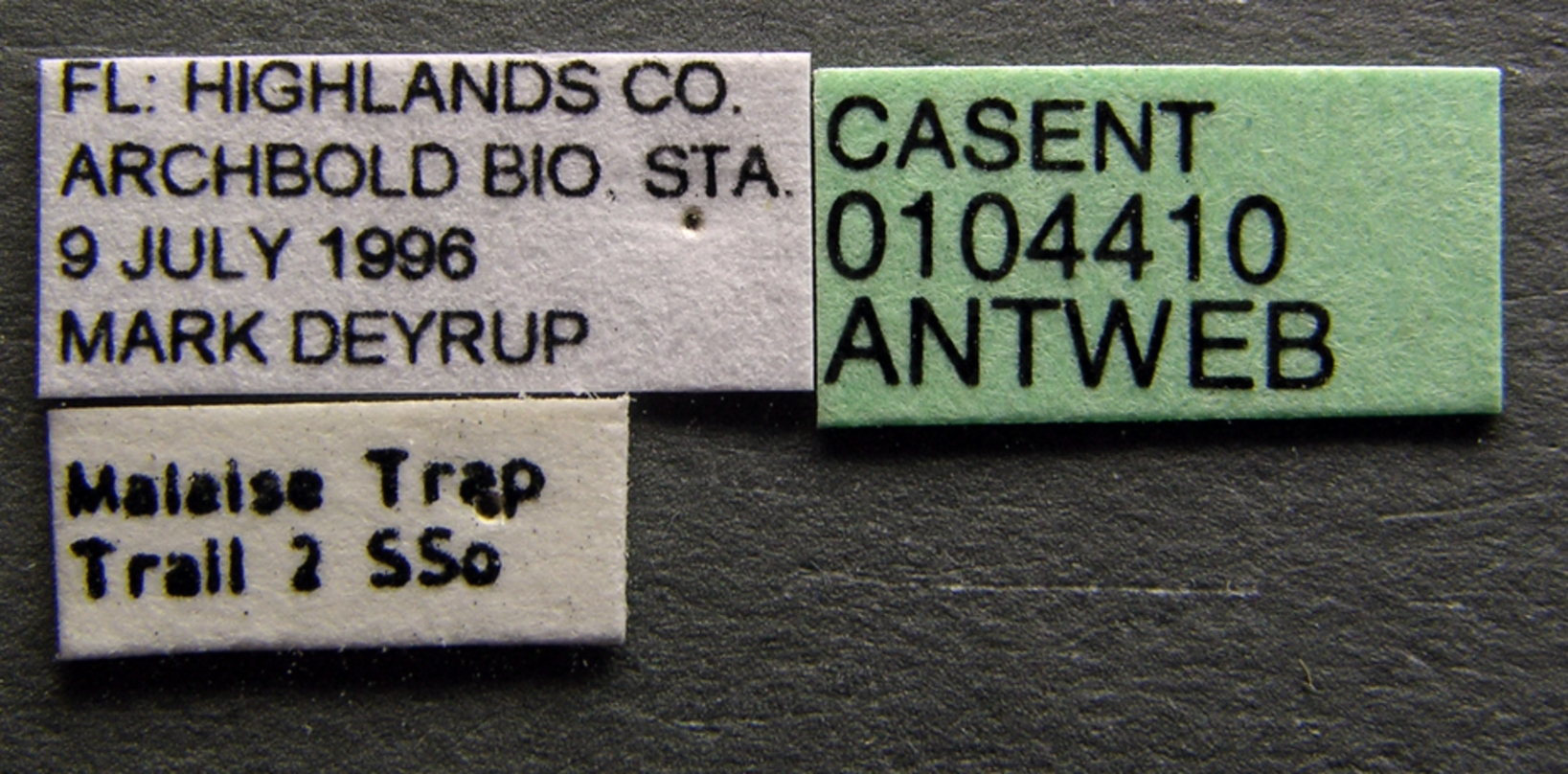
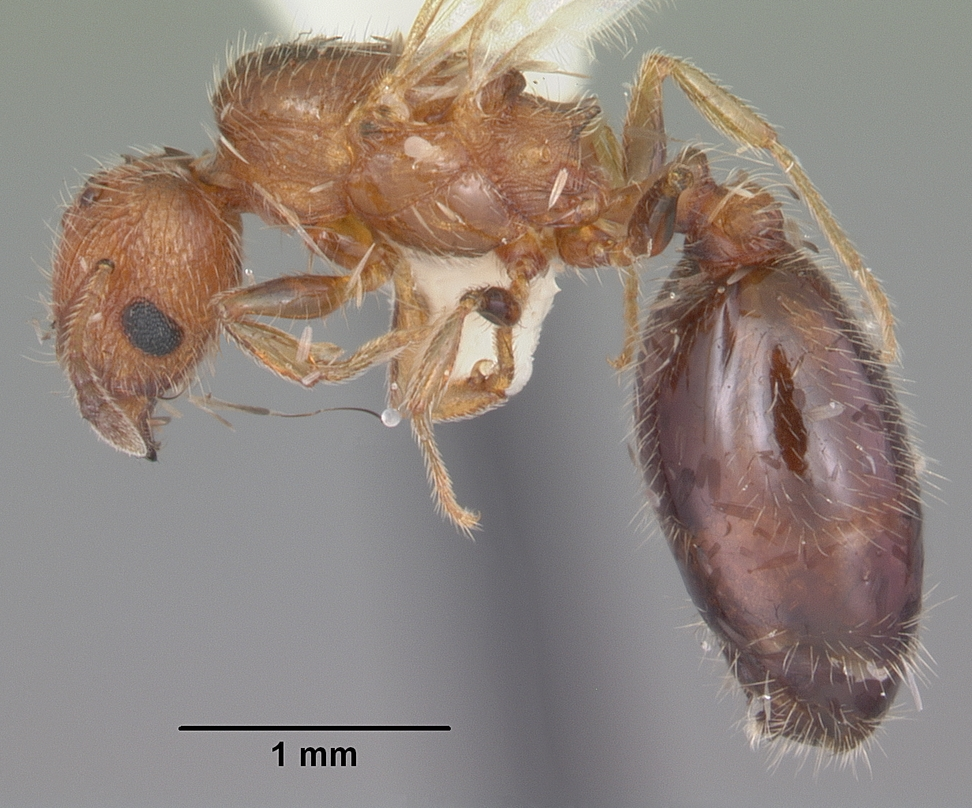
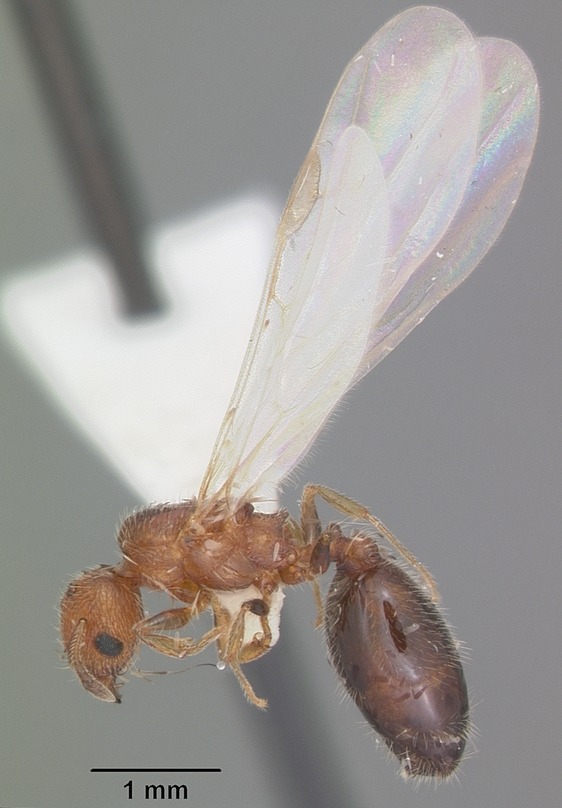
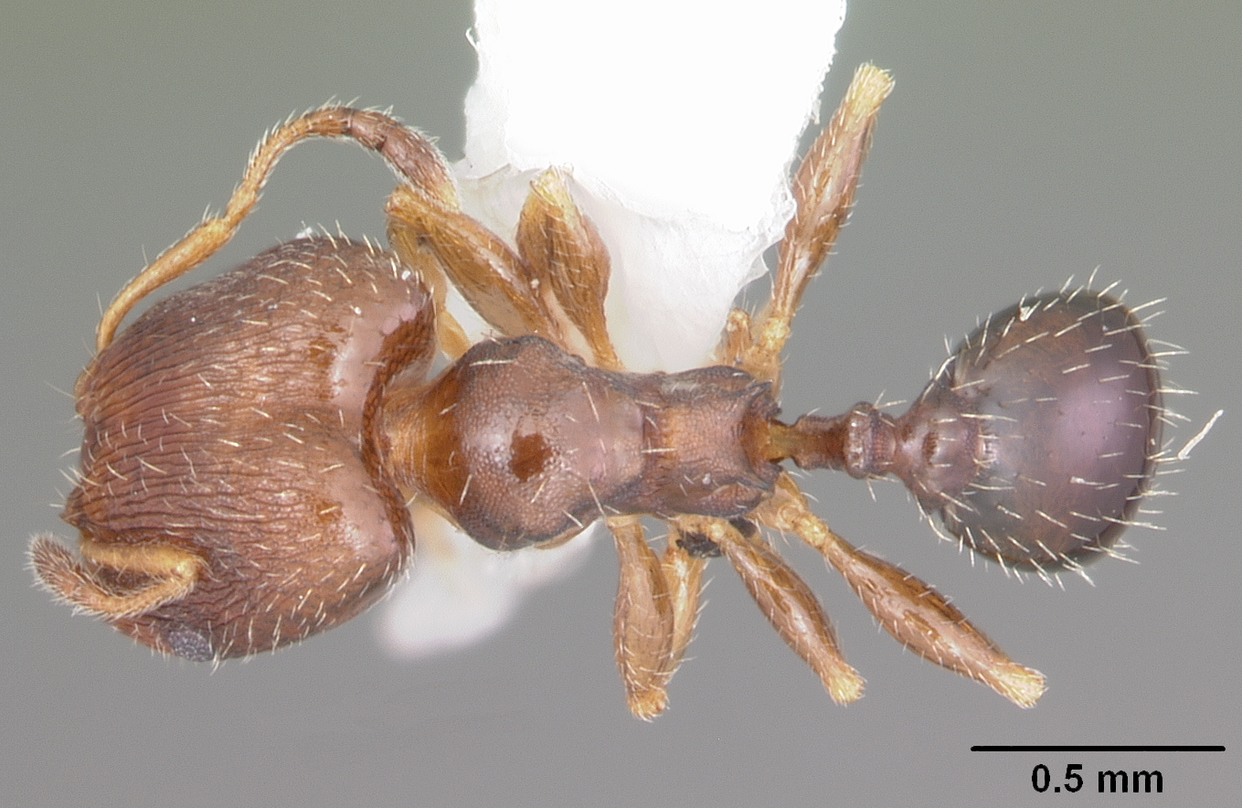